# Raid Into Tibet
Raid into Tibet is een Britse/Tibetaanse documentairefilm, geregisseerd door George Patterson.

## Verhaal
De documentaire bevat de enige filmbeelden die ooit gemaakt zijn van een groep Tibetaanse guerrillastrijders. Deze groep vocht tussen 1960 en 1974 tegen de Chinese onderdrukking van Tibet vanuit de afgelegen Mustang in Nepal. In het geheim kregen ze steun van de CIA.
Documenatairemaker en auteur George Patterson toont de kijker hoe de groep een aanval beraamd en uitvoert op een Chinees konvooi.

## Achtergrond
In mei 1964 slaagde George Patterson erin zich een weg naar de afgelegen vallei in Nepal te banen samen met regisseur Adrian Cowell en cameraman Chris Menges. Samen overtuigden ze de leider van de guerrilla’s om hen opnamen te laten maken van de bestorming van een Chinees konvooi. Het hoofdkwartier in Mustang waarschuwde echter de CIA, die razend was over Patterson’s daad. De CIA gaf het bevel Patterson en zijn team te onderscheppen voordat ze Nepal zouden verlaten. Patterson had dit echter voorzien en was in staat de CIA te ontlopen.
De film gaf Britse kijkers voor het eerst een kijk op het verzet van de Tibetanen tegen de onderdrukking. Hoewel Patterson in zijn documentaire geen woord repte over de betrokkenheid van de CIA bij deze acties, stopte de CIA wel met hun steun aan de guerrilla’s daar ze Patterson’s film als een gat in hun veiligheid zagen.

## Prijzen en nominaties
De documentaire won in 1967 de International Prix Italia voor beste tv-documentaire van het jaar.

## Gerelateerde onderwerpen
Andere films over het Tibetaanse verzet in de eerste decennia na de Chinese machtsovername zijn:
- Windhorse, uit 1998
- The Shadow Circus: The CIA in Tibet, uit 1998